# Protoribates bipilis
Protoribates bipilis är en kvalsterart som först beskrevs av Hammer 1972.  Protoribates bipilis ingår i släktet Protoribates och familjen Protoribatidae. Inga underarter finns listade i Catalogue of Life.